# Juiz de Fora
Juiz de Fora – miasto w południowo-wschodniej Brazylii, w stanie Minas Gerais. 493 100 mieszkańców (dane z 2004).
W mieście mają siedzibę kluby piłkarskie Tupi FC i EC Villa Real.